# Ангельбахталь
Ангельбахталь (нім. Angelbachtal) — громада в Німеччині, у землі Баден-Вюртемберг. Підпорядковується адміністративному округу Карлсруе. Входить до складу району Рейн-Неккар.
Площа — 17,92 км². Населення становить 5119 ос. (станом на 31 грудня 2020).